# Bozidarské raseliniste
Božídarské rašeliniště (Bozidarske veenmoeras) is een Nationaal natuurreservaat in de Tsjechische Republiek, in het district Karlovy Vary. Het is het grootste natuurreservaat in het Ertsgebergte. Het ligt ten westen van Boží Dar op een hoogte van 940 tot 1115 meter. Tot de Tweede Wereldoorlog werd er turf gewonnen.

## Kenmerken

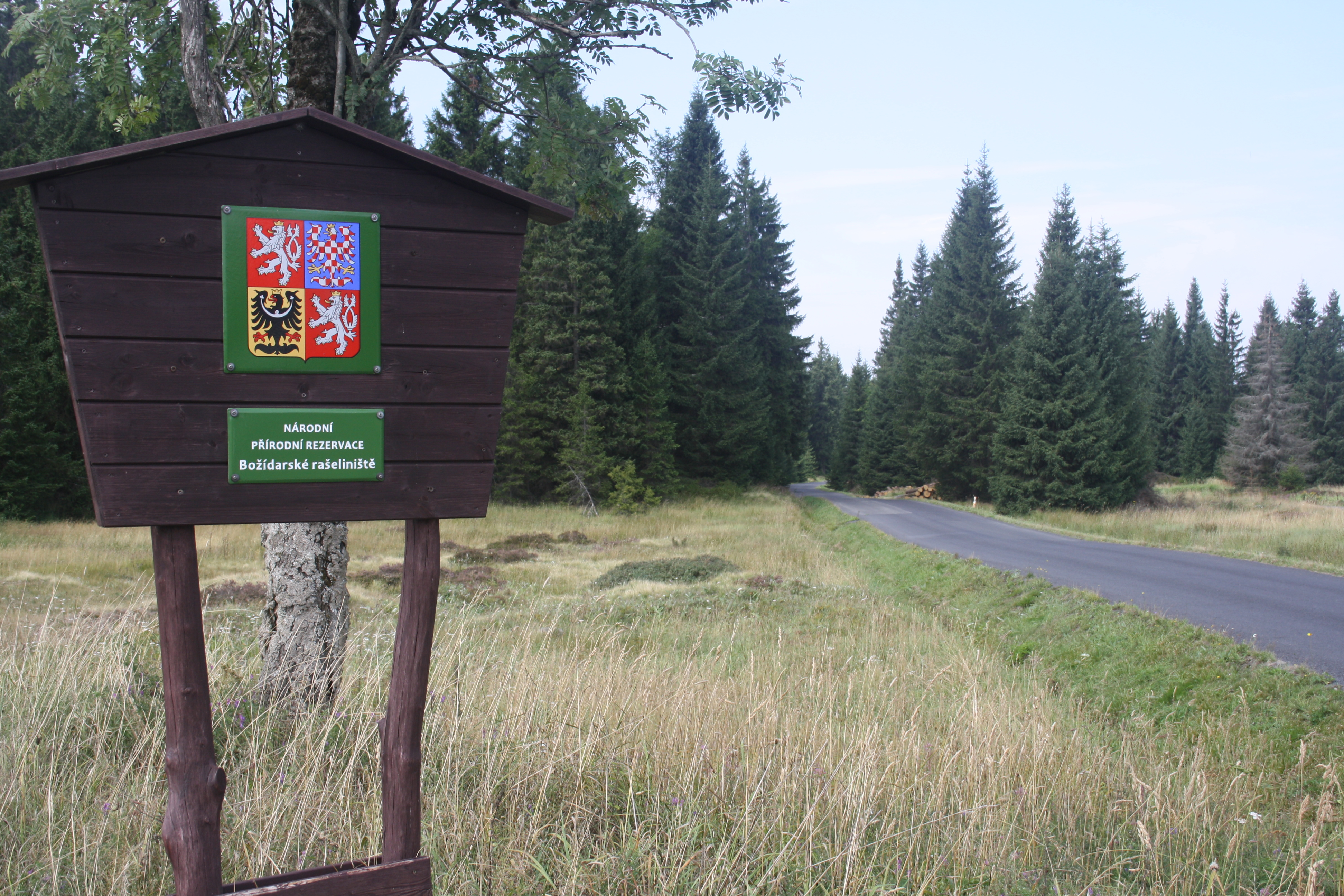
Toegang natuurleerpad, aan de weg van Bozi Dar naar Myslivny

In 1965 werd een oppervlakte van 930 hectare tot beschermd gebied verklaard. Hier bevinden zich moerassen, sparrenbossen, bergdennen, berken, heidevelden en weiden. De weiden zijn vooral begroeid met lange grassoorten als wollegras en pijpestrootje. De vleesetende plant zonnedauw groeit hier. In de bossen is veel ondergroei van bosbessen. Sinds 1977 is er aan de oostkant, nabij het dorp Boží Dar, een gemakkelijk toegankelijk natuurleerpad met een lengte van 3,2 km en twaalf stops met informatiepanelen. Het hoogste punt van het beschermde gebied is de Božídarský Špičák. De bossen bestaan voor >90% uit sparren. Het bosbeheer is erop gericht om het aandeel van loofbomen te vergroten.

##### Informatiepanelen bosbeheer

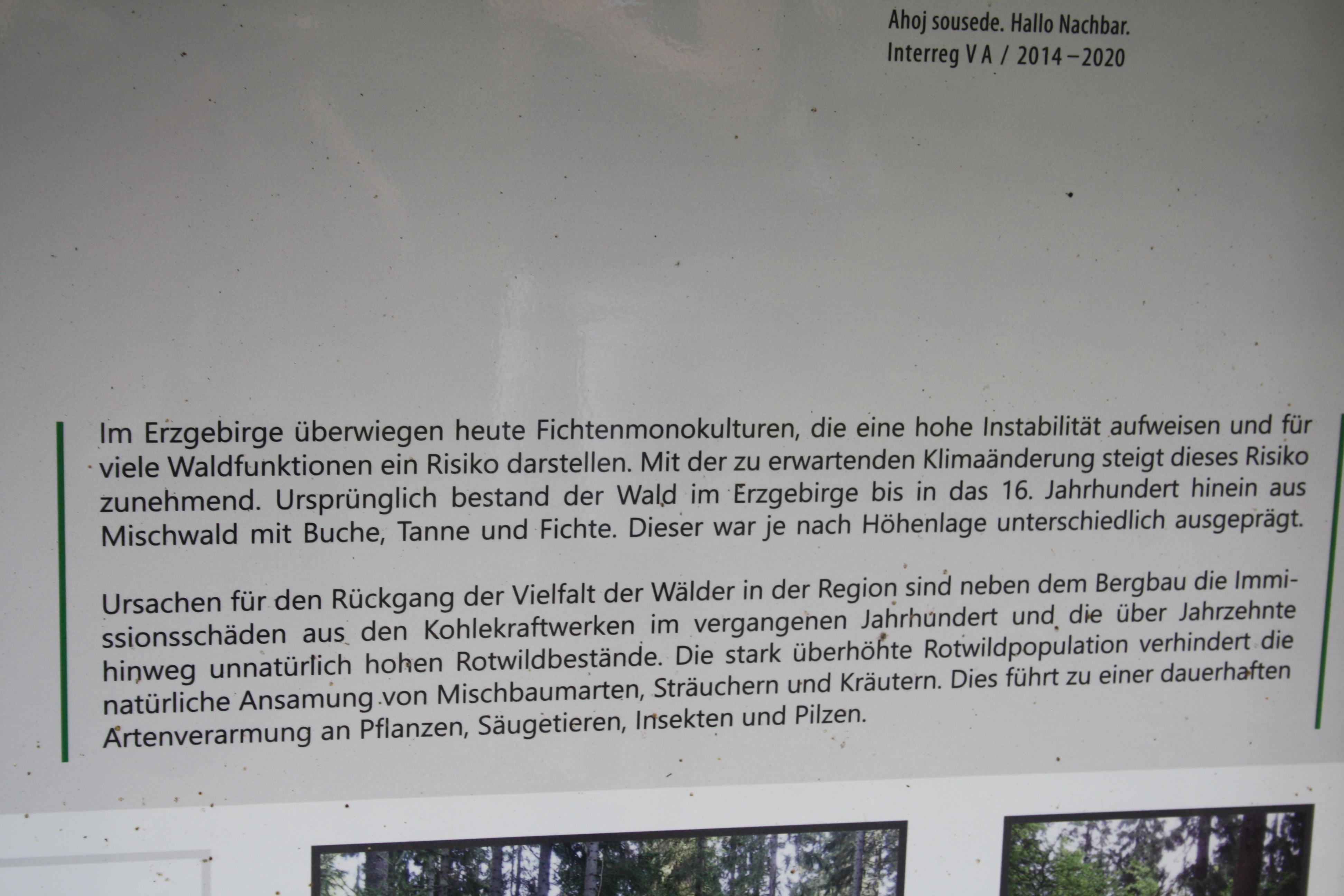
Oorzaken van de sparren-monocultuur
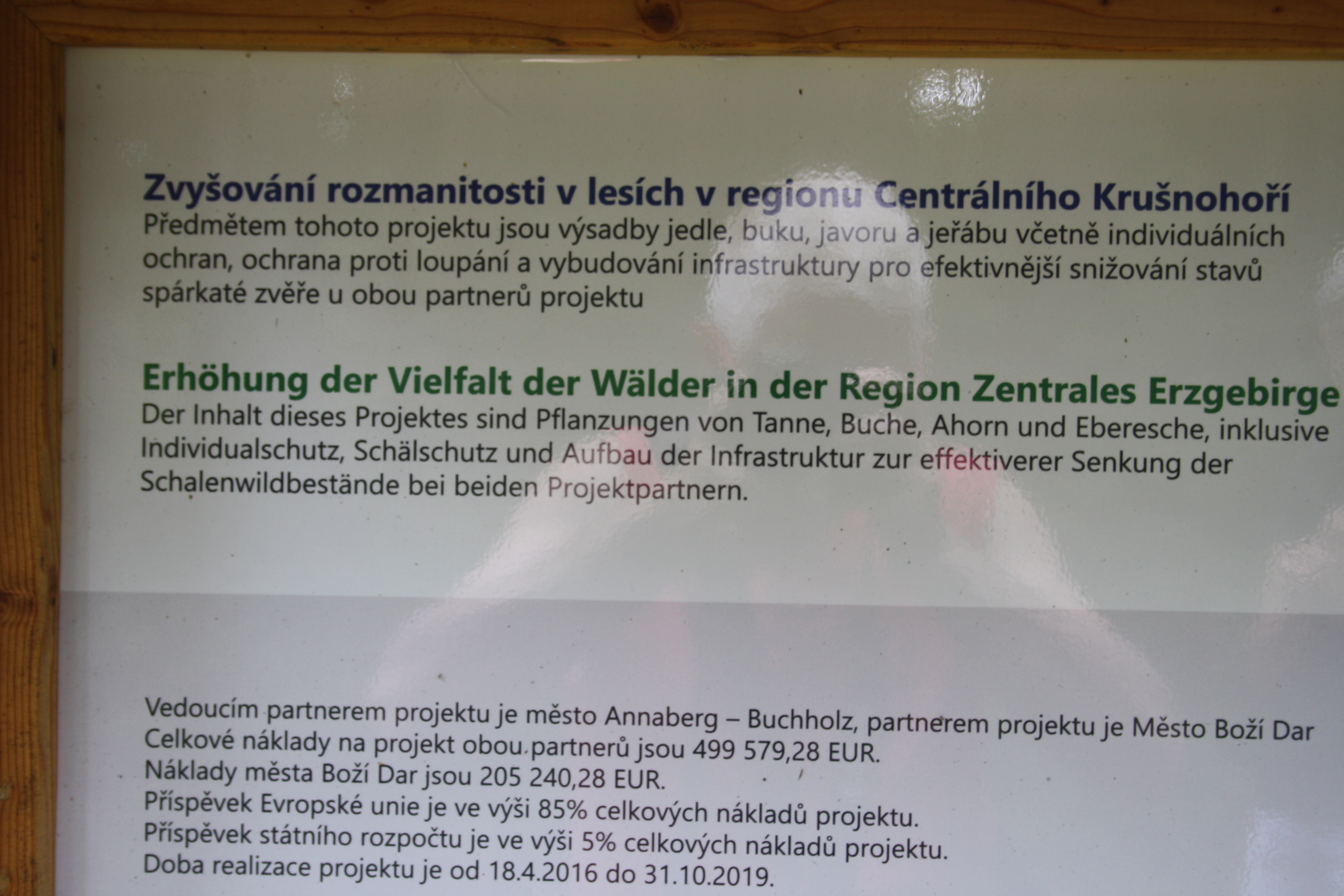
Project: tegengaan eenzijdig bosbestand
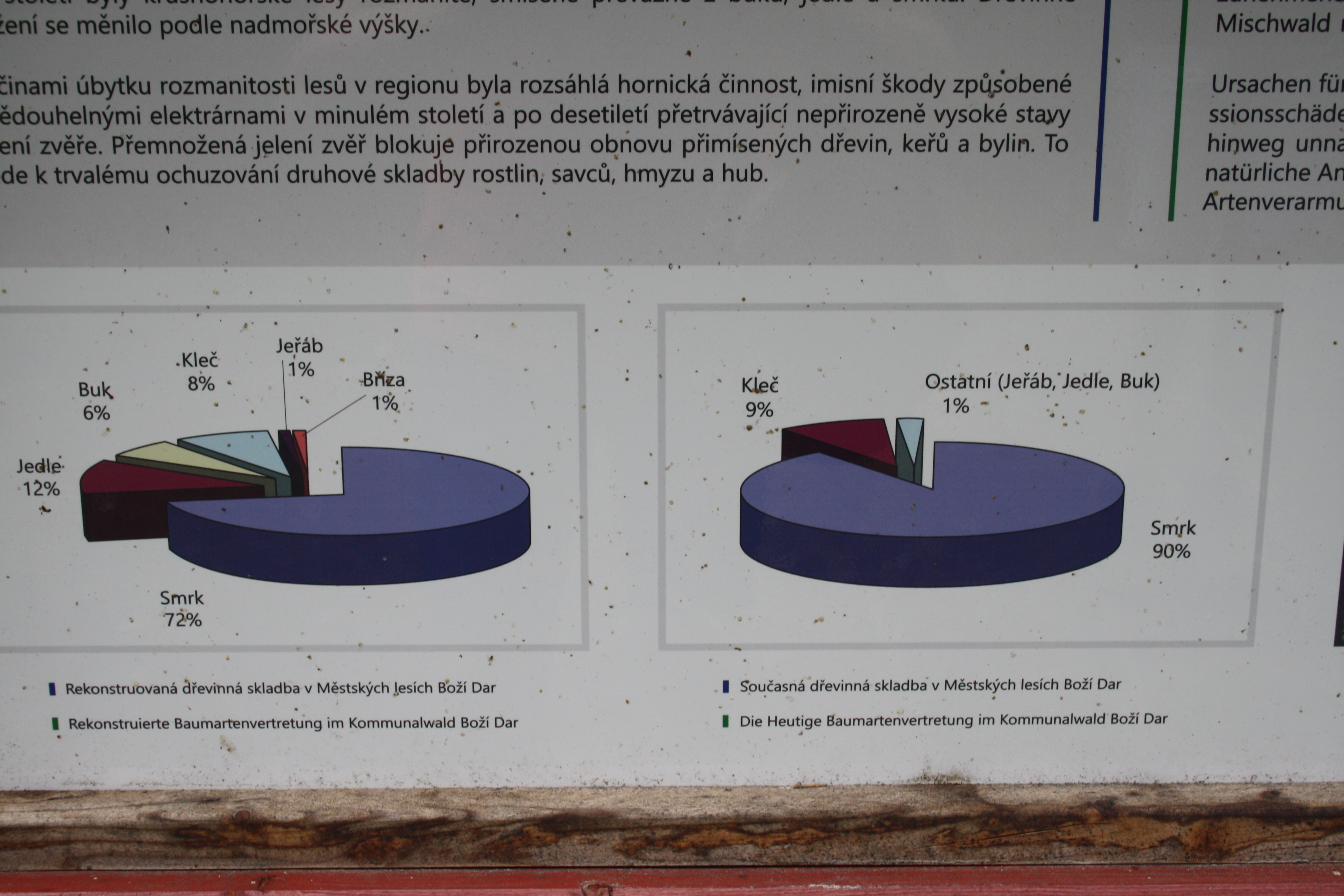
Bossamenstelling 16e eeuw (links); 20e eeuw (rechts) Kleč=bergden

## Omgeving

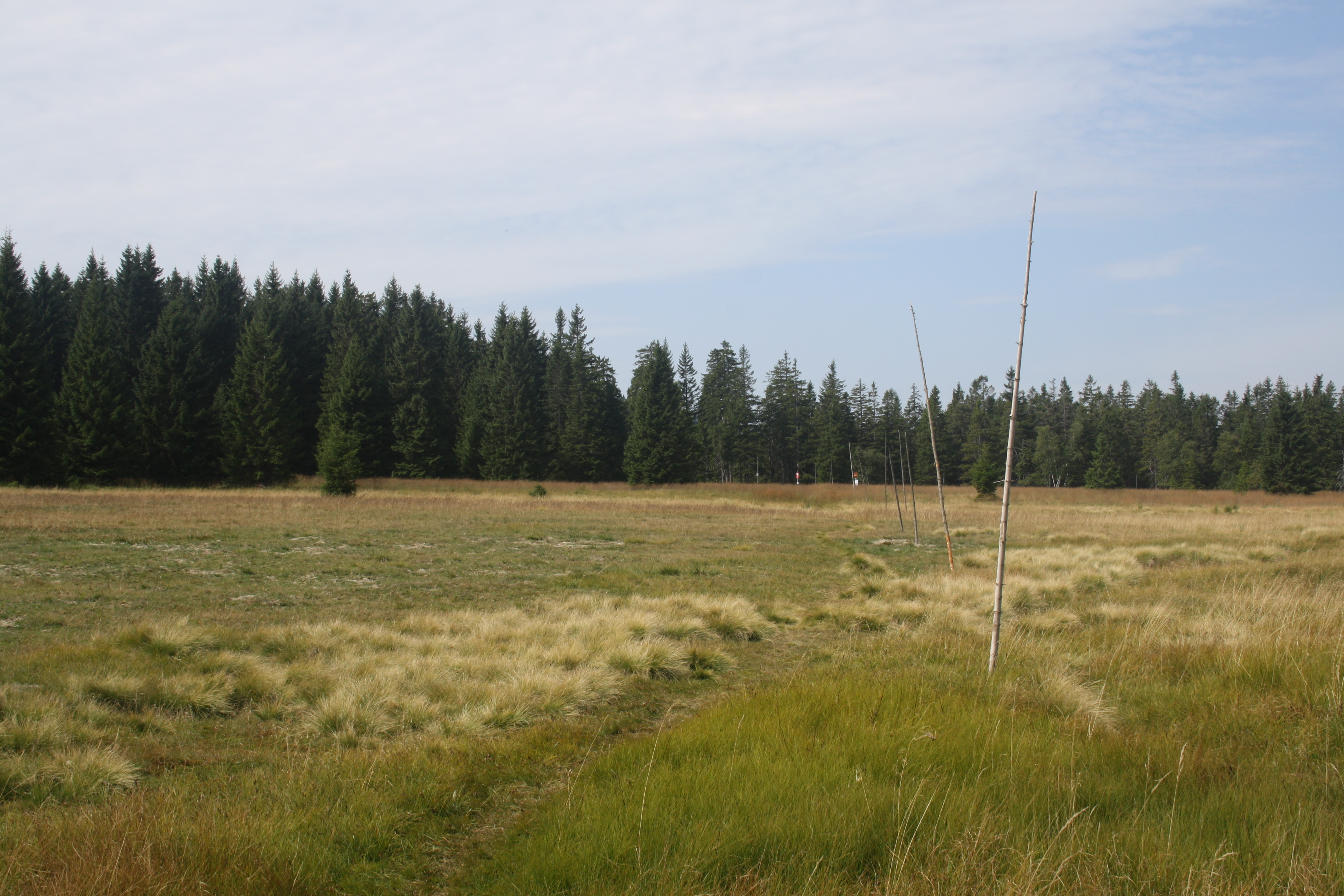
Gemarkeerde langlaufloipe (zomer 2019)

Aan de noordrand van het reservaat stroomt de Černá (Duits: Schwartzwasser). Dit riviertje voert het oppervlaktewater van de veengebieden af. Deze veengebieden worden ook gebruikt voor de winning van drinkwater. Langs de stroom zijn hopen residuen achtergebleven na het uitwassen van tinerts. Op deze hopen groeien specifieke plantensoorten - onder andere heide en het zeldzame rozenkransje.
Door het gebied lopen een aantal wandel- en fietspaden, de laatste voor mountainbiken. Er zijn een aantal picknickplaatsen en schuilhutten aanwezig. In de winter kan gebruik worden gemaakt van langlaufloipes. Een gedeelte van de berg Božídarský Špičák is niet toegankelijk voor het publiek.
De verdere omgeving buiten het natuurgebied bestaat grotendeels uit een gelijksoortig landschap van beboste zachtglooiende hellingen, ook aan Duitse zijde van de grens. Buiten het reservaat zijn echter ook percelen waar landbouw wordt bedreven.

## Galerie

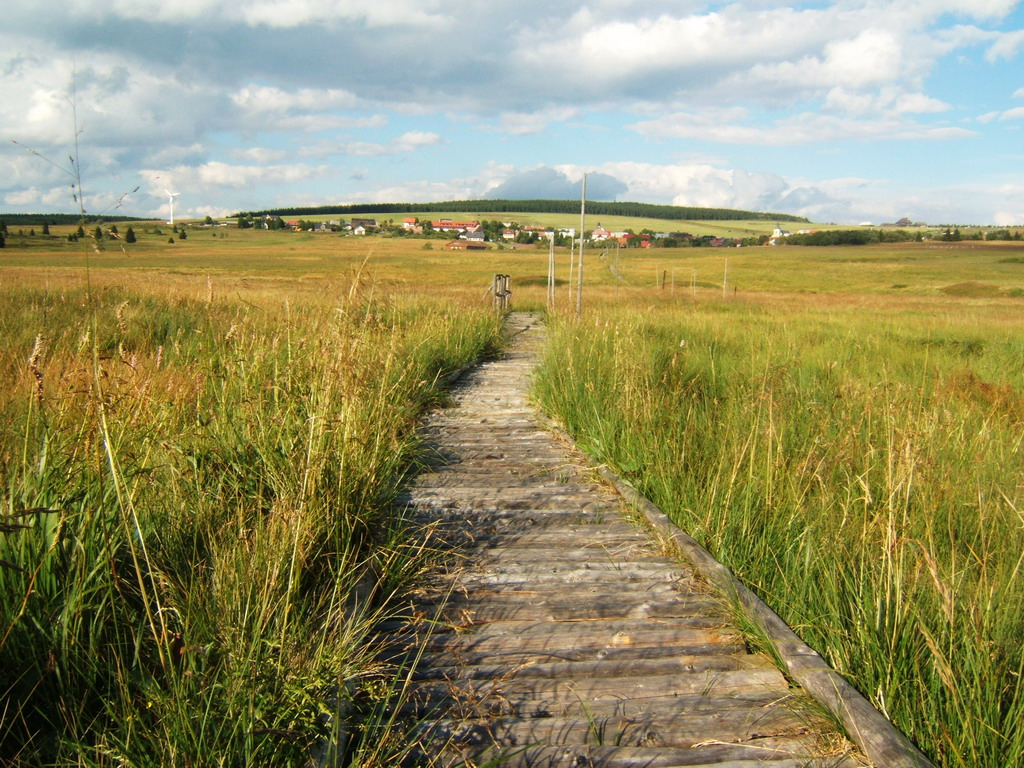
Natuurleerpad met Bozi Dar op de achtergrond
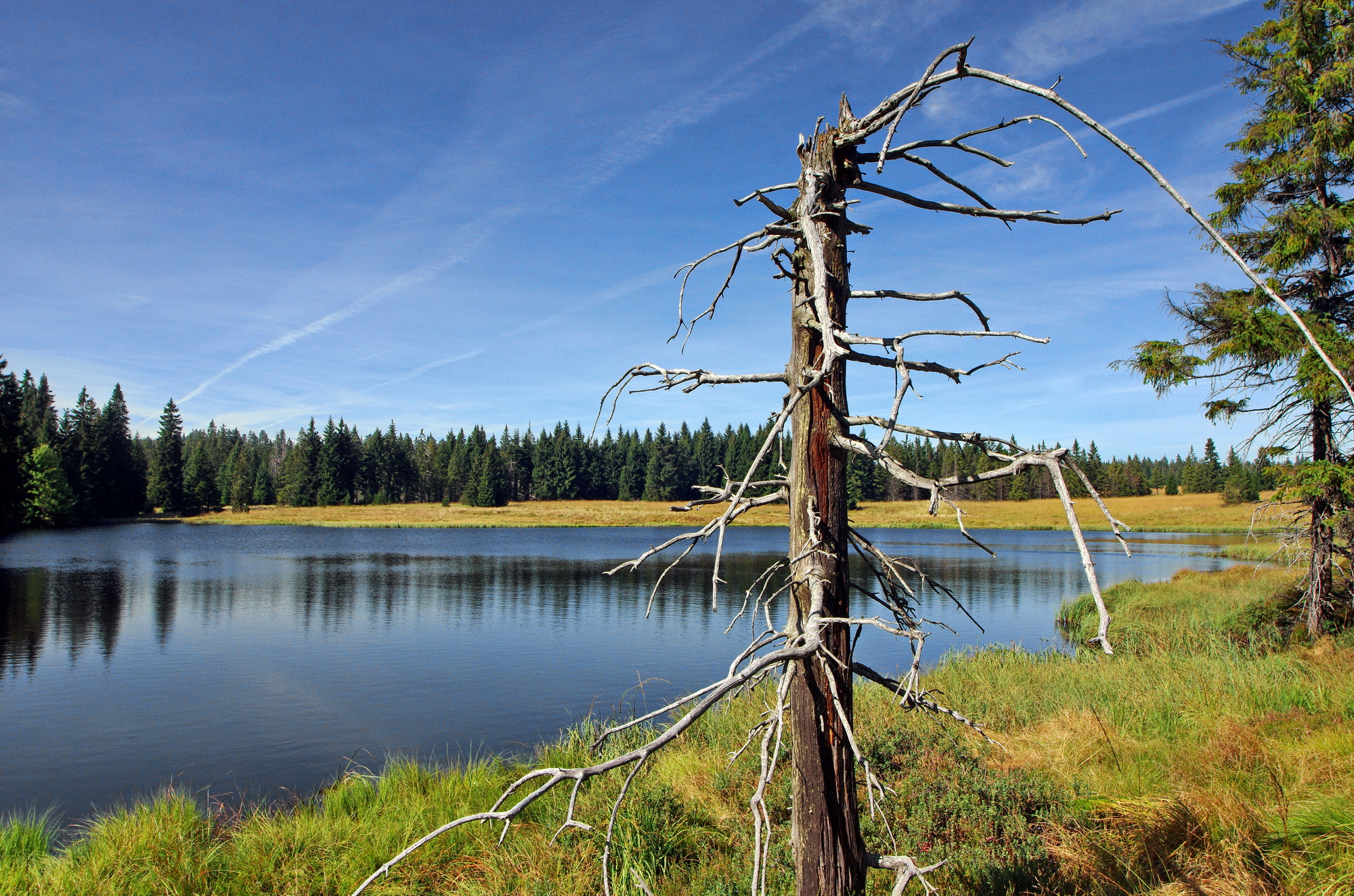
Božídarské rašeliniště
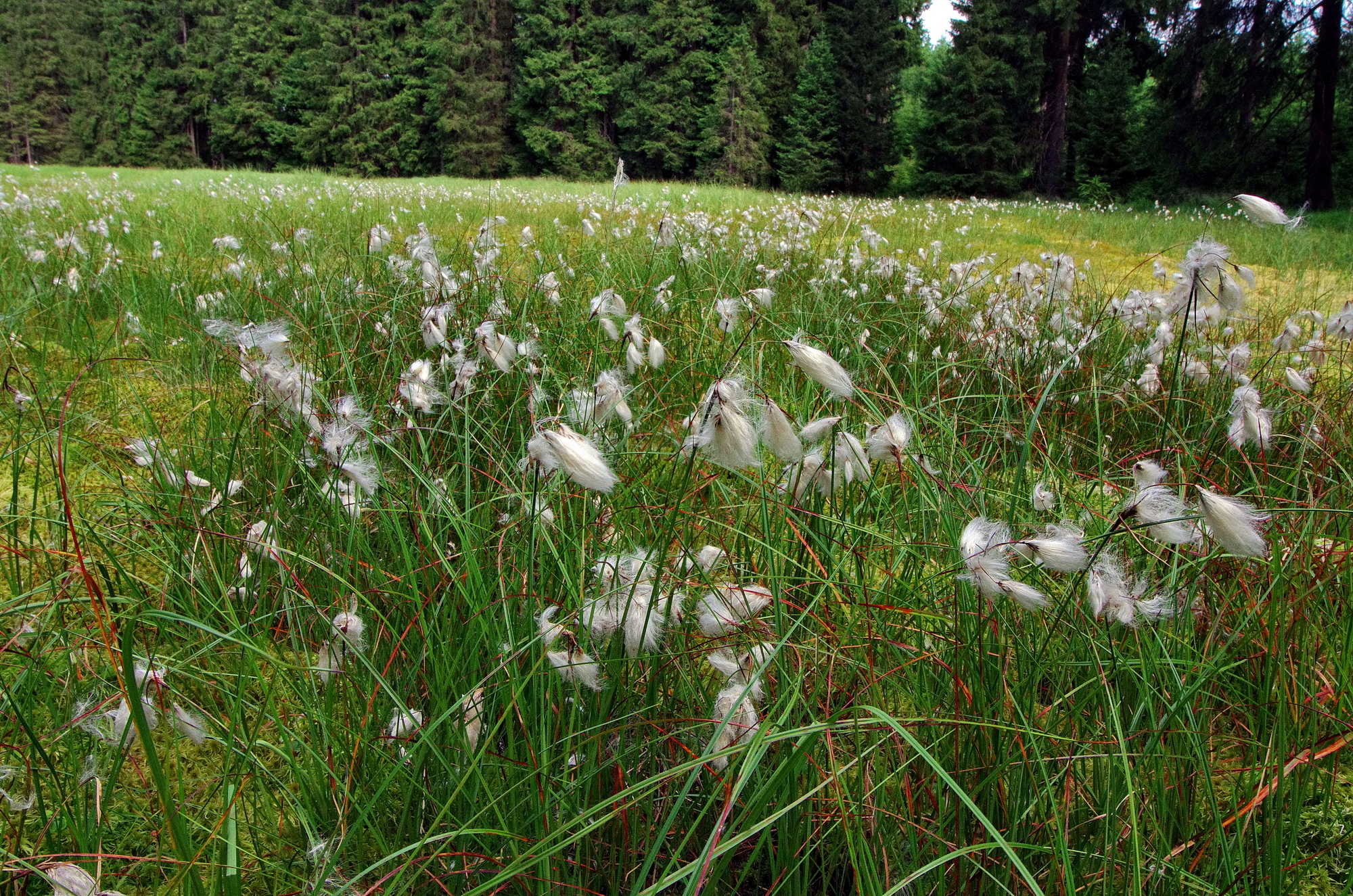
Wollegras
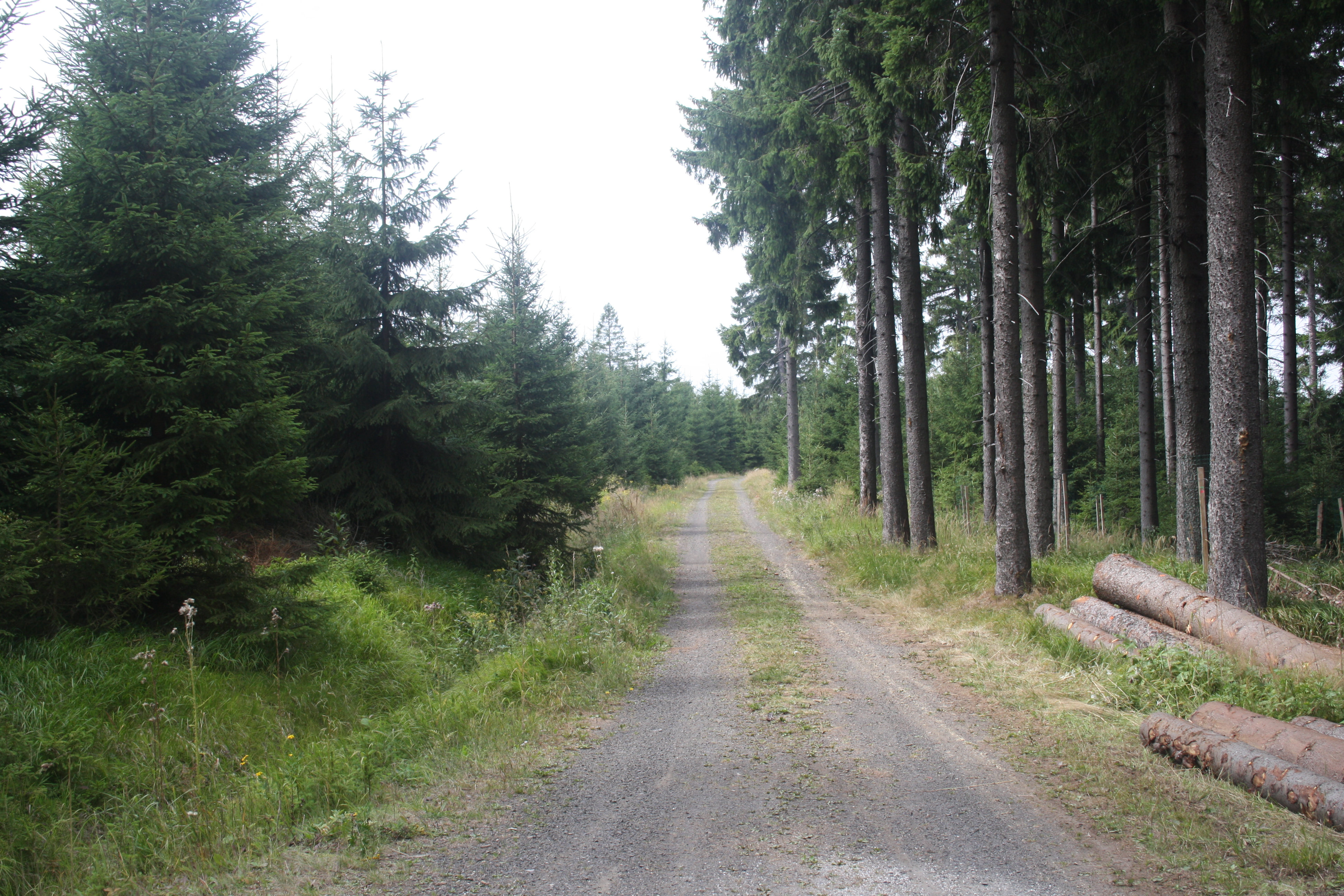
Selectieve bomenkap
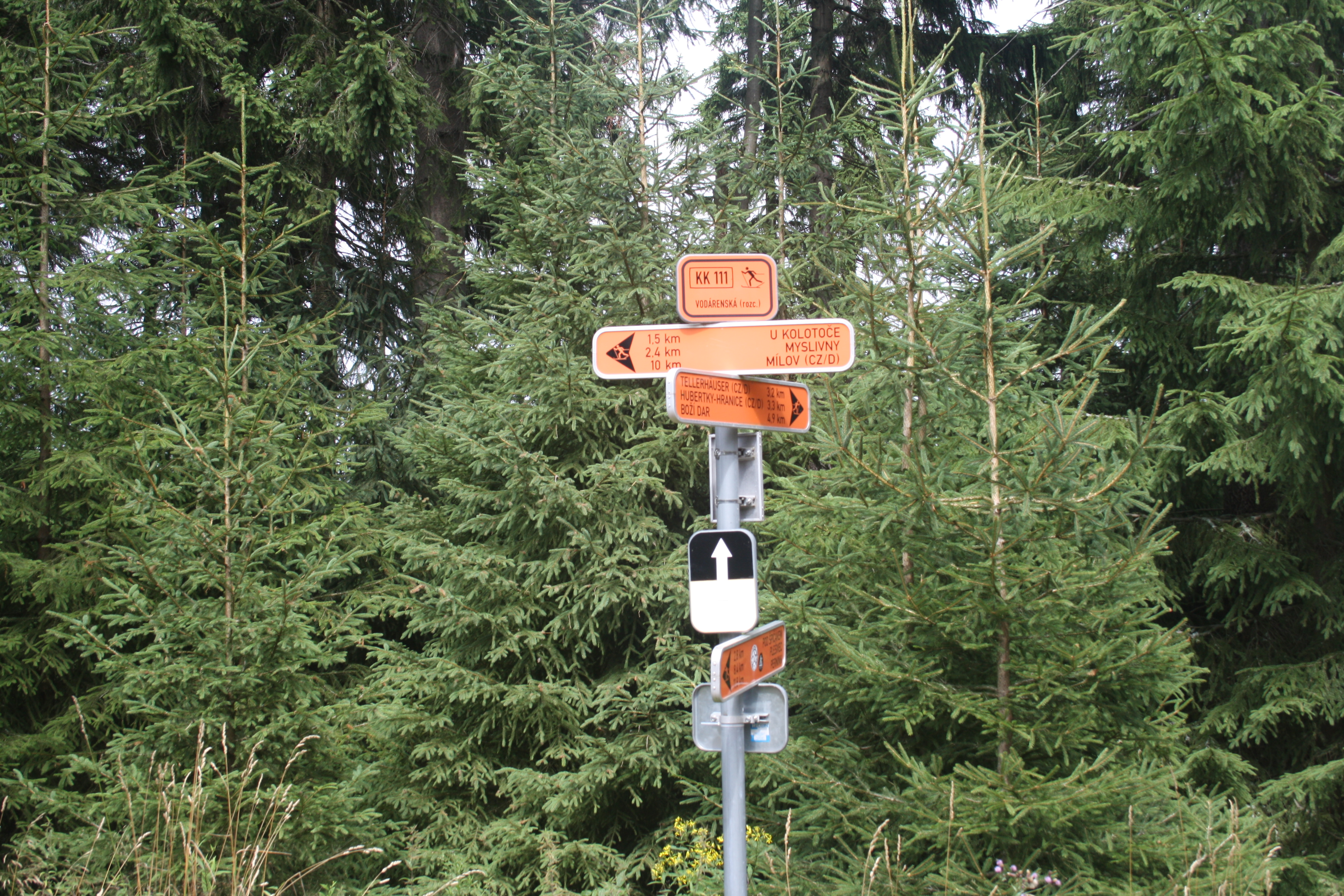
Wegwijzer
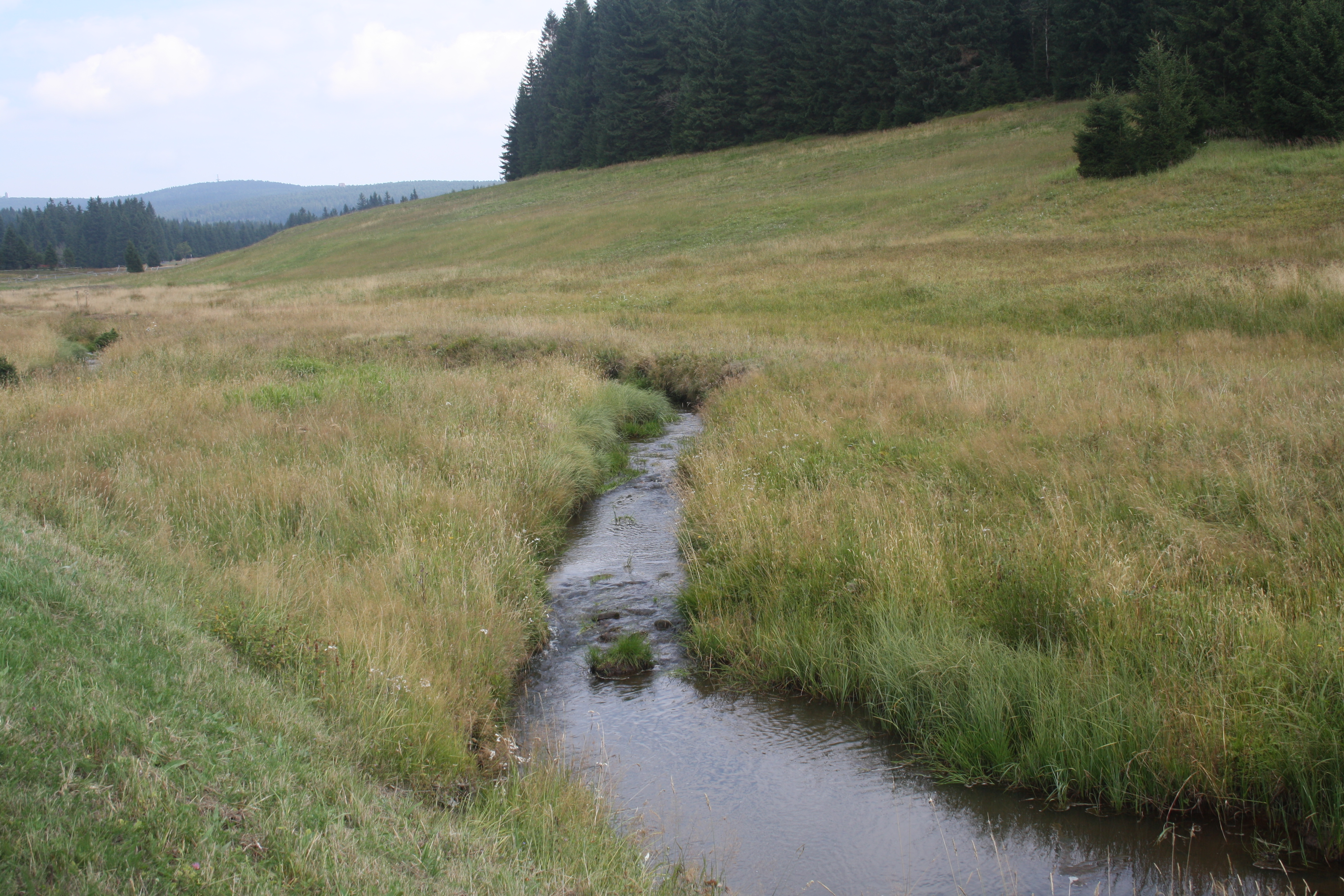
Beek die uitmondt in de Černá
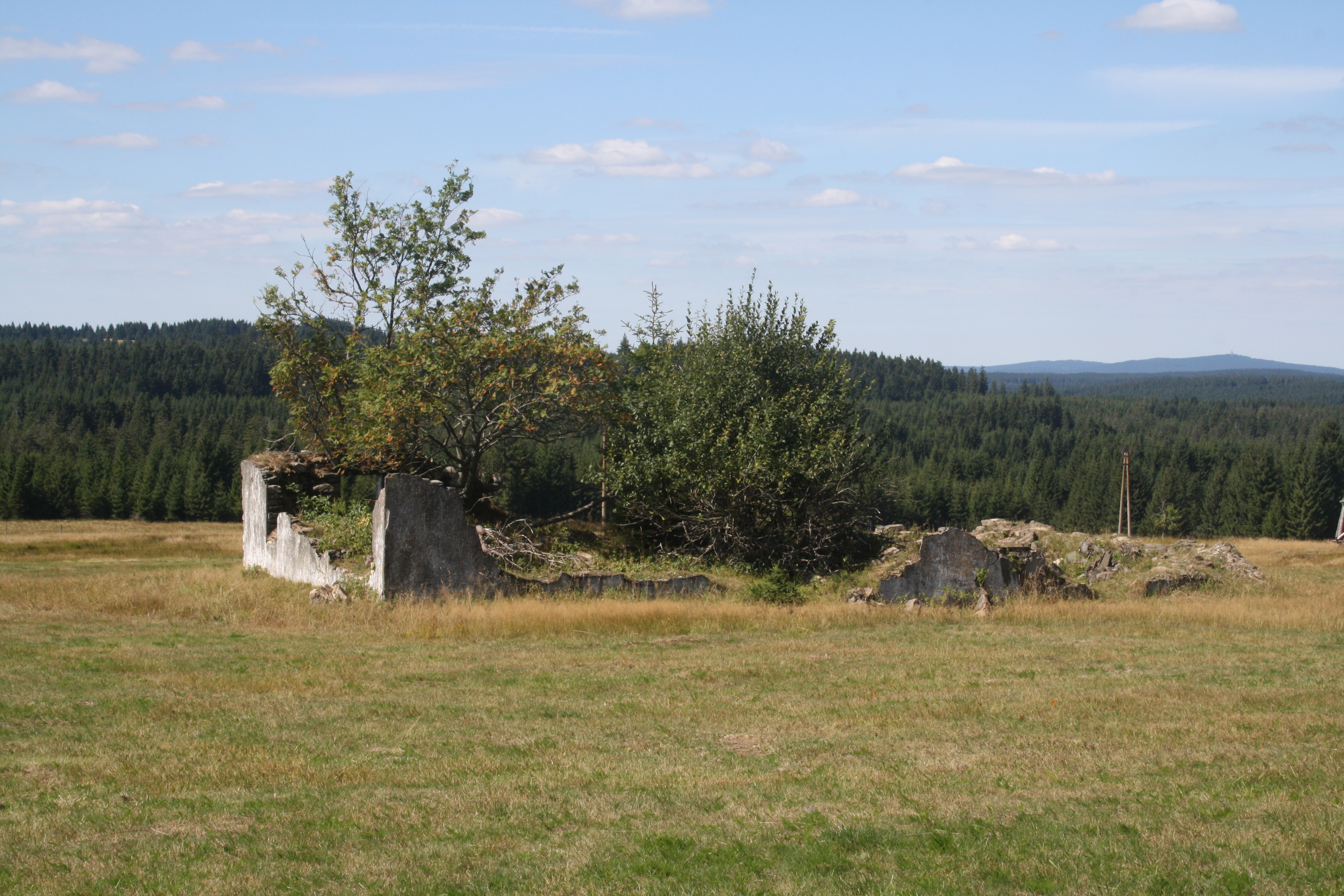
Ruïne van voormalige boerderij
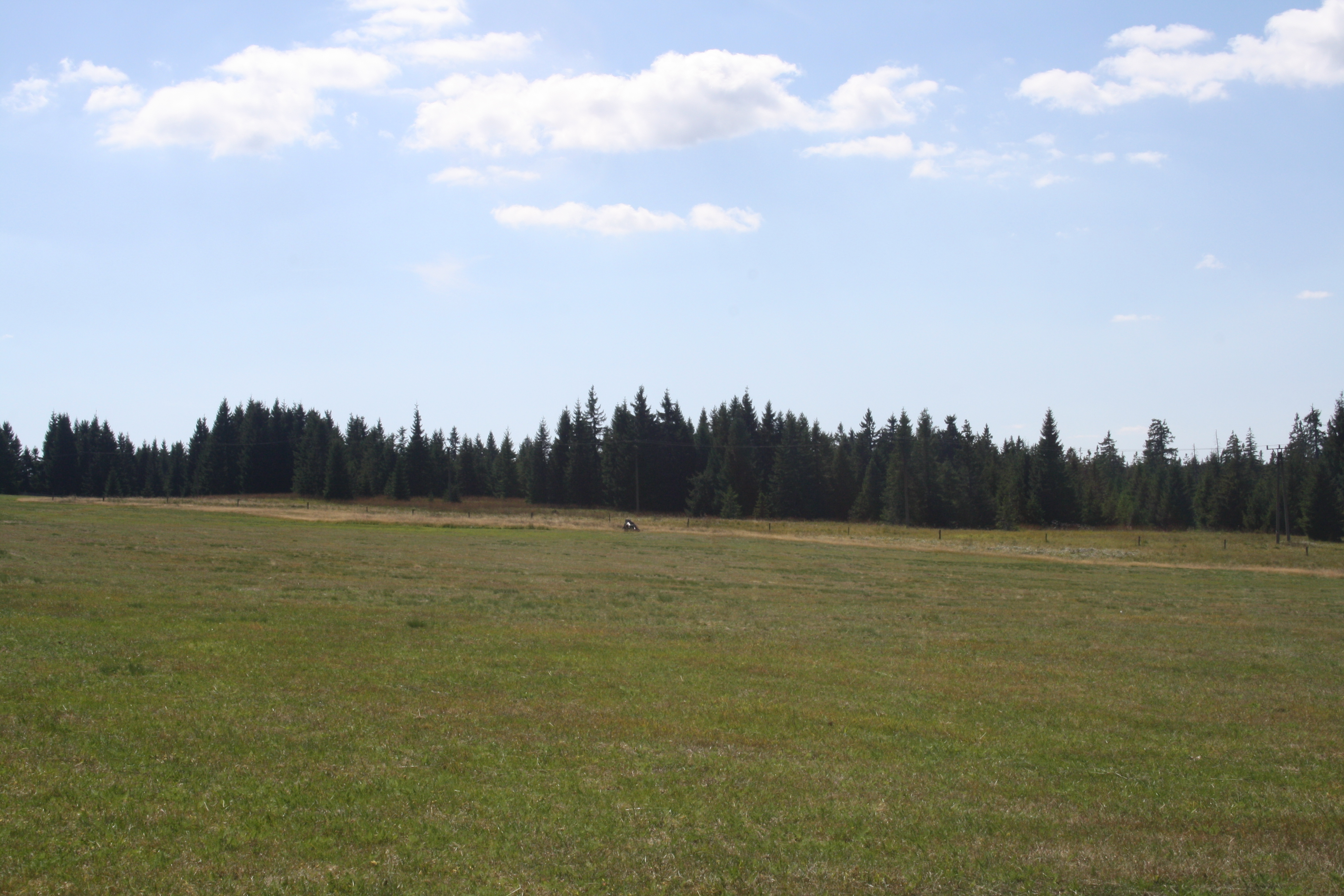
Hooiland
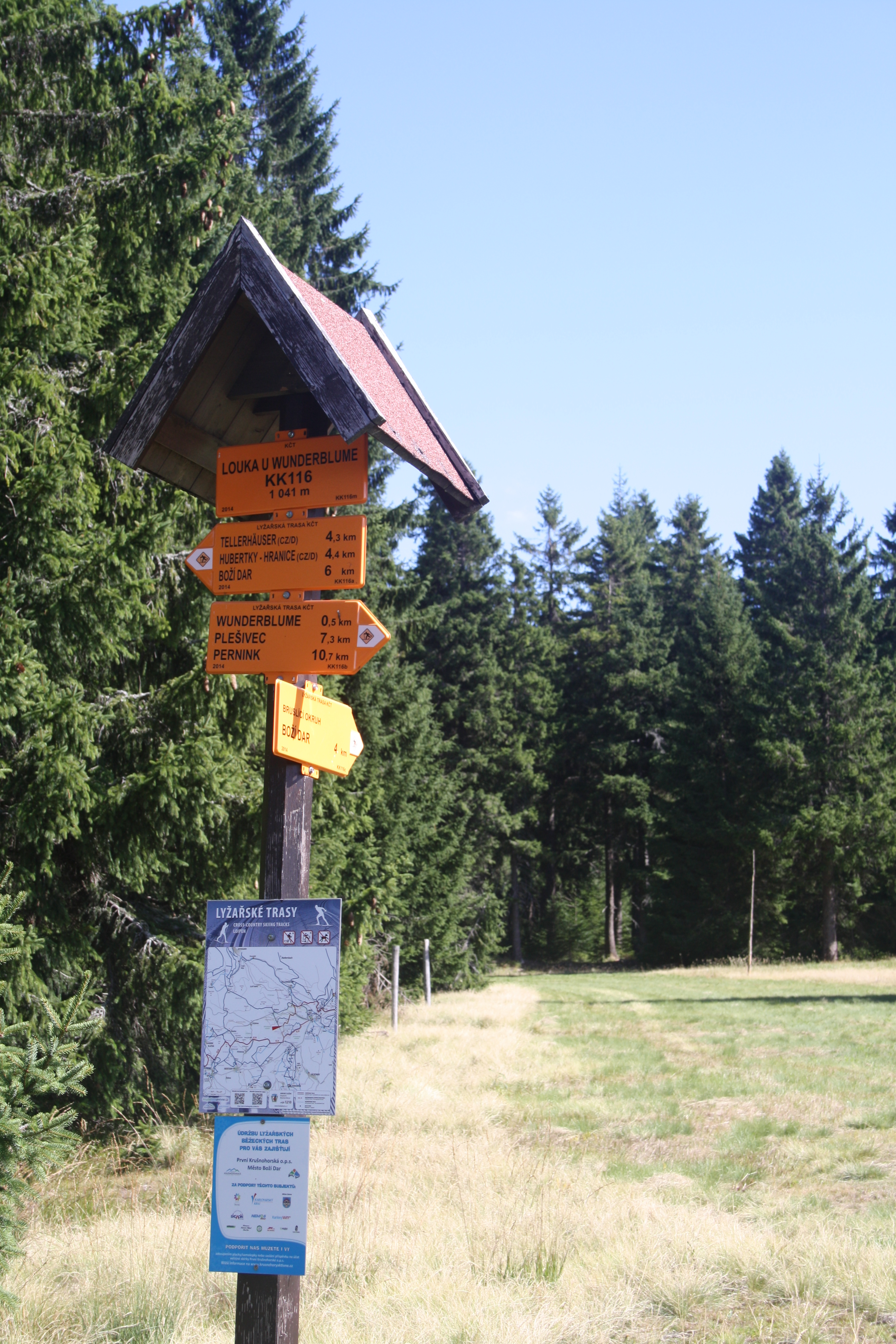
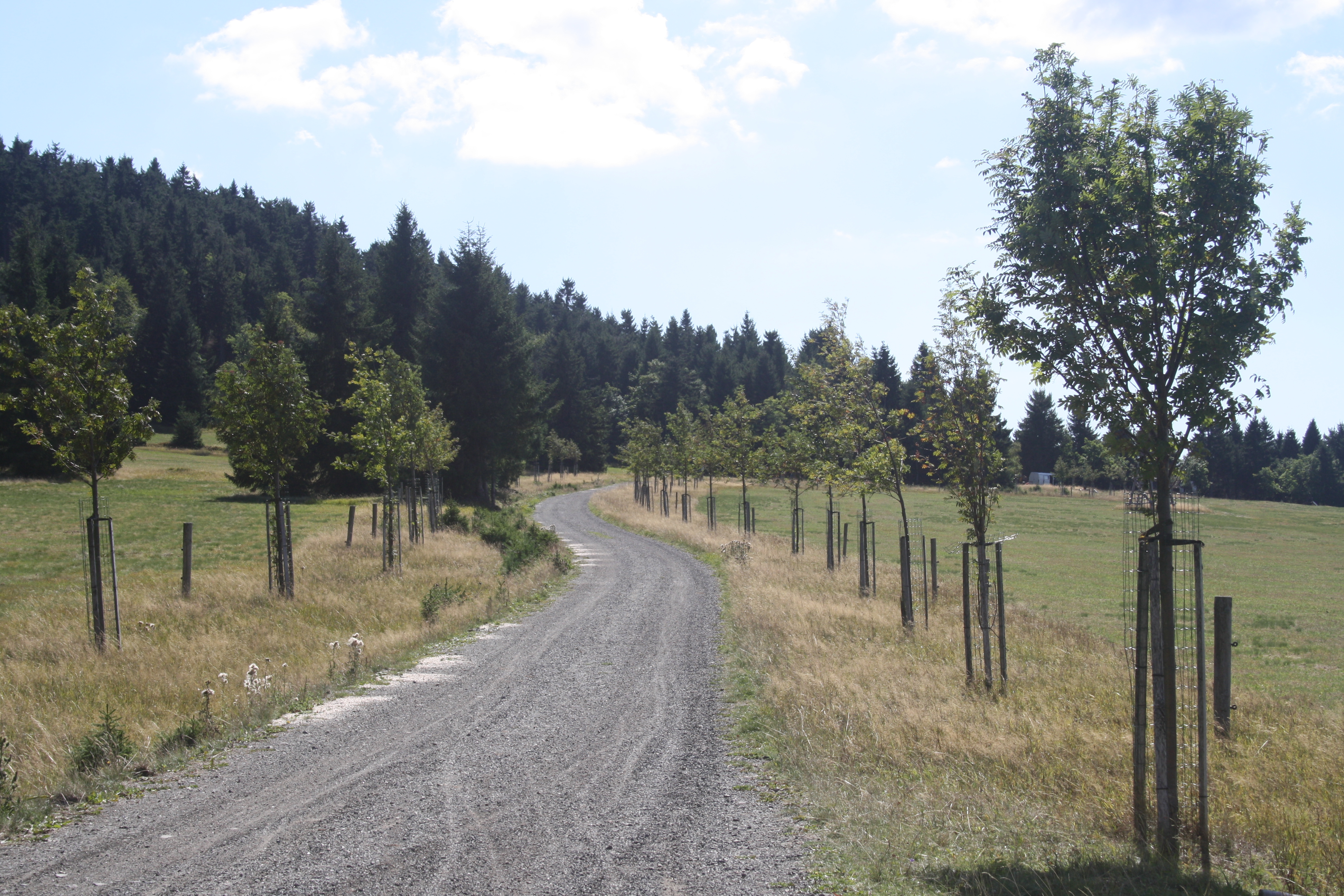
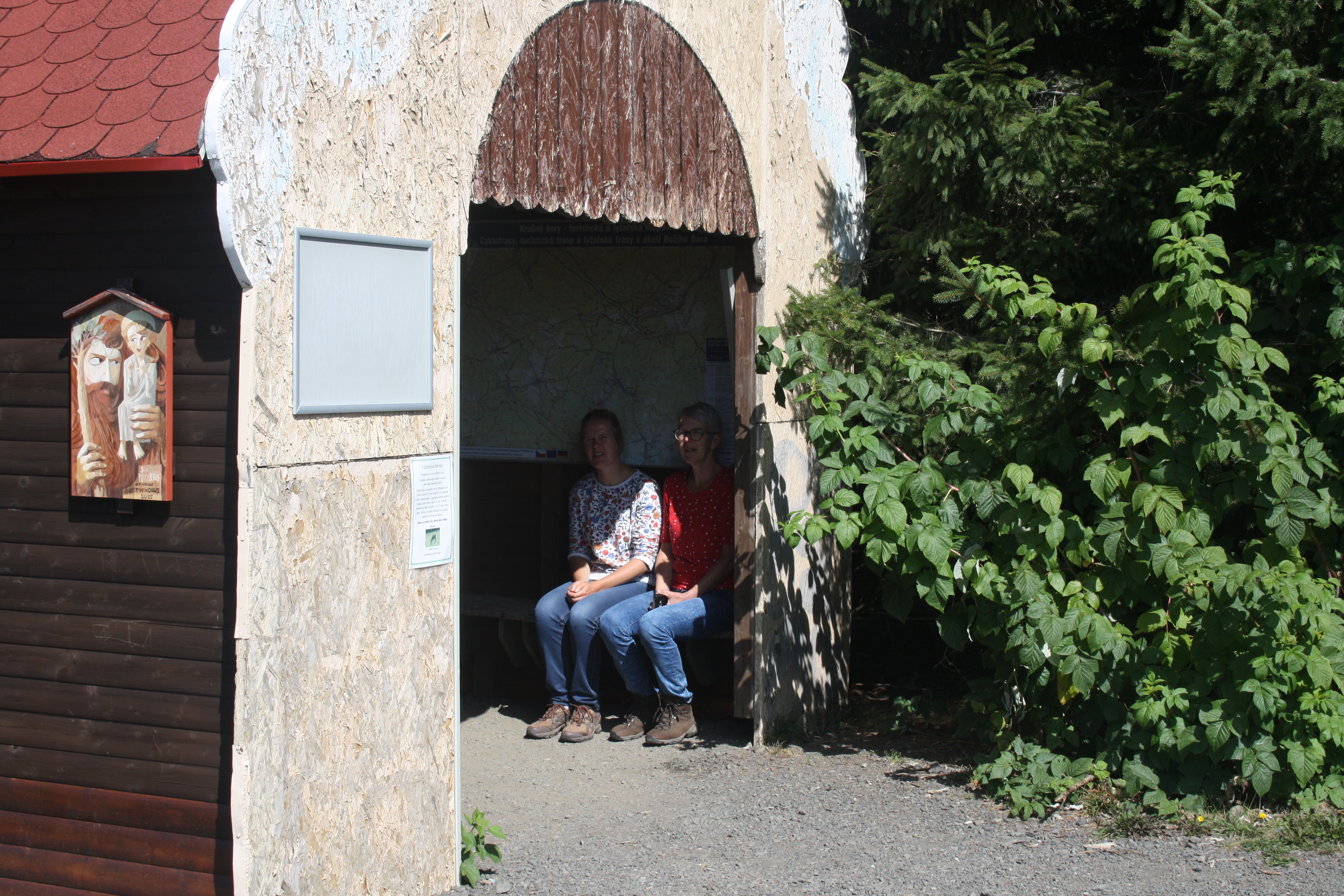
Schuil/picknickhut